# Campiglossa philippinensis
Campiglossa philippinensis este o specie de muște din genul Campiglossa, familia Tephritidae. A fost descrisă pentru prima dată de Hardy în anul 1974. Conform Catalogue of Life specia Campiglossa philippinensis nu are subspecii cunoscute.